# São Sebastião da Vala
São Sebastião da Vala é um distrito do município brasileiro de Aimorés, no interior do estado de Minas Gerais. Segundo o censo demográfico de 2022, realizado pelo Instituto Brasileiro de Geografia e Estatística (IBGE), sua população era de 1 404 habitantes e havia 543 domicílios particulares permanentes ocupados. Possui área de 180,9 km² conforme a Fundação João Pinheiro (FJP). Foi criado pela lei estadual nº 2.764 de 30 de dezembro de 1962.
De acordo com o IBGE, em 2010 a população era de 1 616 habitantes e havia 661 domicílios particulares.

## Imagens

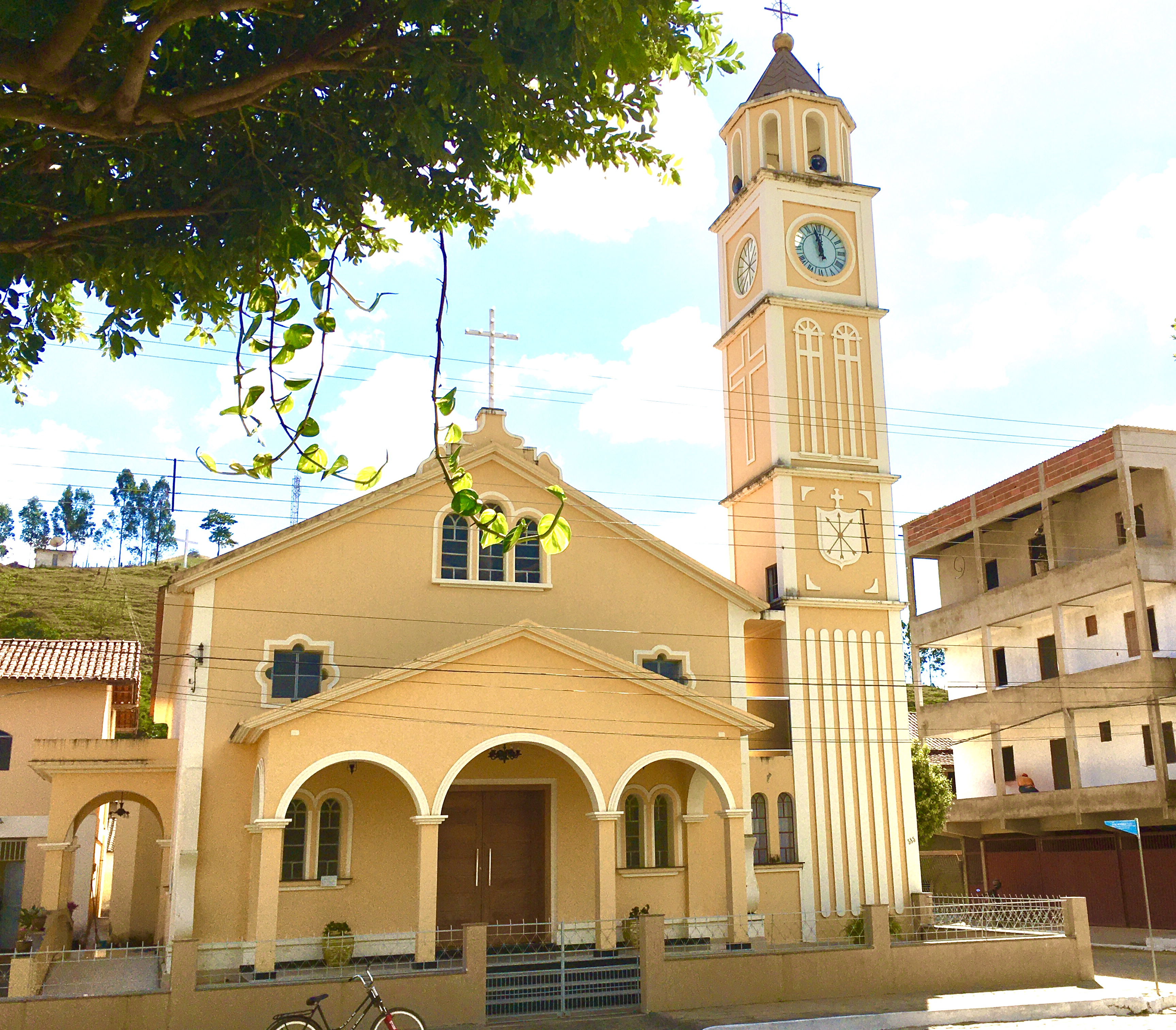
Igreja católica de São Sebastião da Vala
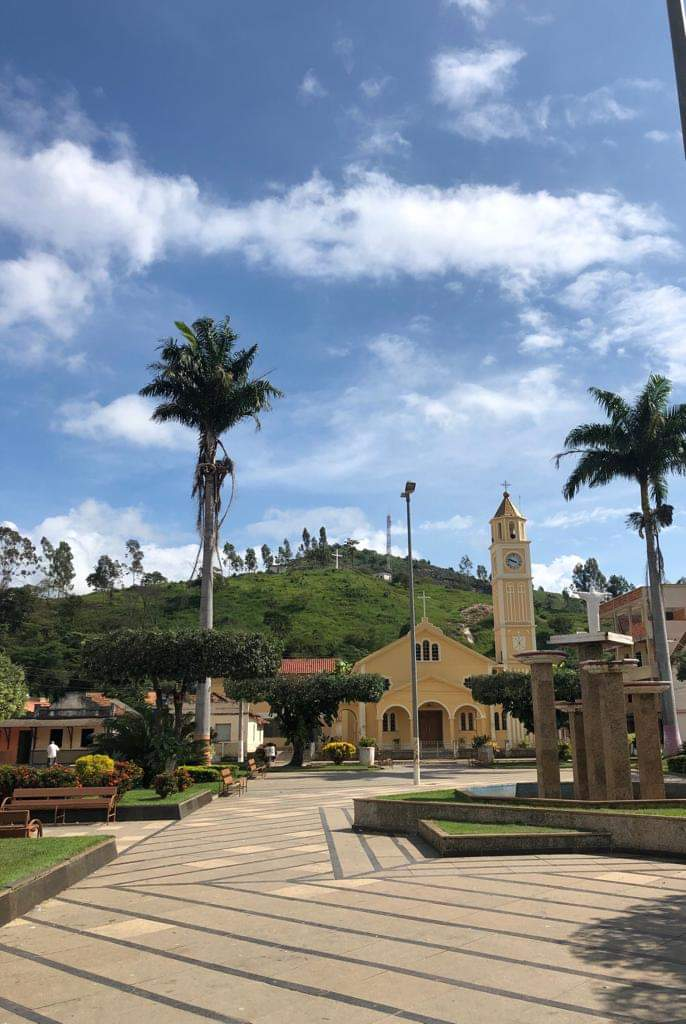
Praça e igreja
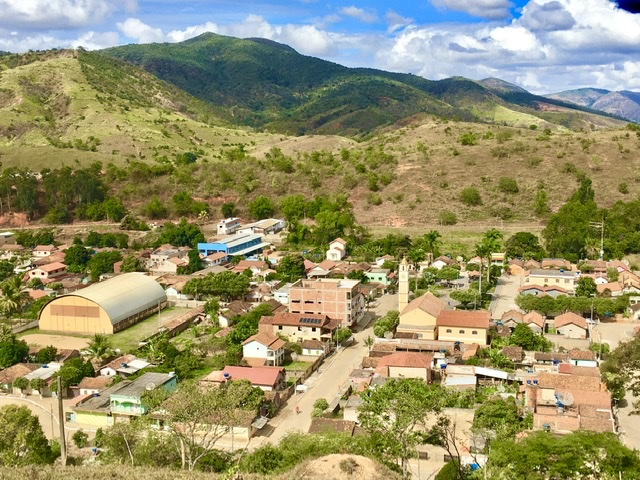
Vista de São Sebastião da Vala, do Morro do Cruzeiro
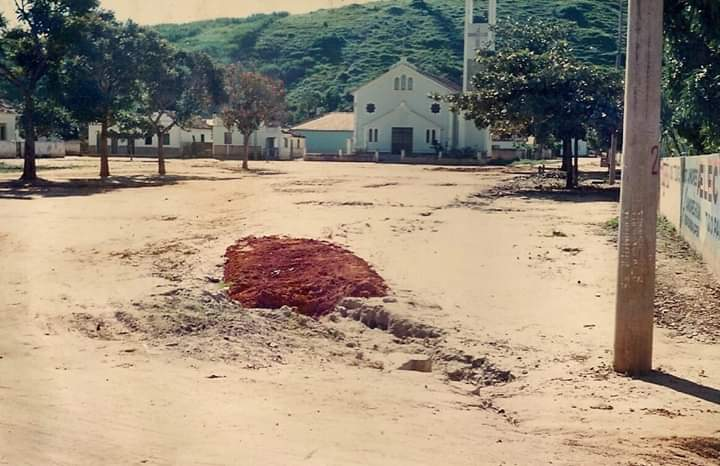
Imagem antiga de São Sebastião da Vala
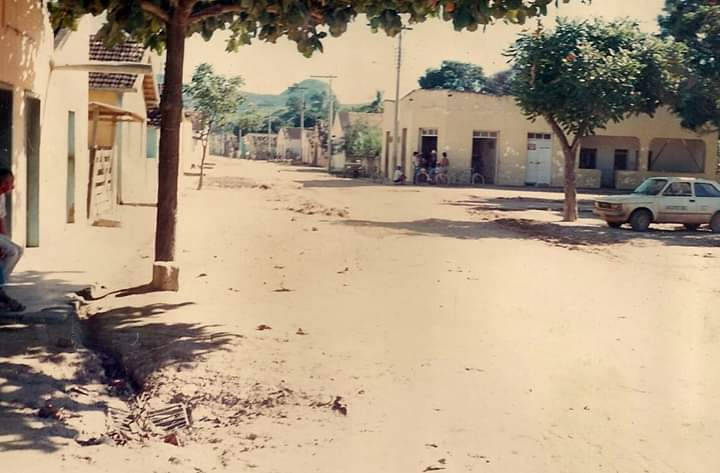
Imagem antiga da rua Pacífica Soares